# East Kootenay (circonscription britanno-colombienne)
Pour les articles homonymes, voir Kootenay (homonymie).
Circonscription électorale provinciale du Canada
East Kootenay est une ancienne circonscription provinciale de la Colombie-Britannique représentée à l'Assemblée législative de la Colombie-Britannique de 1890 à 1898.

## Géographie
La circonscription était située dans la région de Kootenay. 
Issue de la division de la circonscription de Kootenay avec sa circonscription sœur de West Kootenay, la circonscription n'existe que durant deux législatures et est distribuée parmi East Kootenay North et West Kootenay North.

## Liste des députés
| Législature                                                             | Années                                          | Député                                          | Député                                          | Parti                                           |
| East Kootenay Circonscription issue de Kootenay                         | East Kootenay Circonscription issue de Kootenay | East Kootenay Circonscription issue de Kootenay | East Kootenay Circonscription issue de Kootenay | East Kootenay Circonscription issue de Kootenay |
| ----------------------------------------------------------------------- | ----------------------------------------------- | ----------------------------------------------- | ----------------------------------------------- | ----------------------------------------------- |
| 6e                                                                      | 1890–1894                                       |                                                 | James Baker                                     | Gouvernement                                    |
| 7e                                                                      | 1894–1898                                       |                                                 | James Baker                                     | Gouvernement                                    |
| Circonscription abolie, voir East Kootenay North et East Kootenay South |                                                 |                                                 |                                                 |                                                 |